# Kristie Marano
Kristie Marano Davis (ur. 24 stycznia 1979) – amerykańska zapaśniczka. Dziewięciokrotna medalistka mistrzostw świata, złoto w 2002 i 2003. Pierwsza na igrzyskach panamerykańskich w 2007. Trzy złote medale na mistrzostwach panamerykańskich, w 1997, 2000 i 2011. Pierwsza w Pucharze Świata w 2003 i 2005; druga w 2011 i trzecia w 2006 roku.